# سخت‌دنبان
سخت‌دنبان یا تتانورین ها (نام علمی: Tetanurae) نام یک کلاد از کلاد نوددپایان است یکی از دو گروه اصلی پرنده پوزگان به همراه شاخ خزنده سانان بودند سخت دنبان اما در رقابت با شاخ خزنده سانان بر سر تصرف های کنام های زیستی بر عموزاده گان خود پیشی گرفتند علت این برتری داشتن ویژگی هایی چون دستان قدرتمند و سه انگشتی آن‌ها بود که از آن در شکار و دفاع بهره می بردند و همچنین شکل خاص دم آن‌ها بود دم سخت دنبان از مهره های نیمه انتهایی اش حالتی ترکه ای و خشک به خود گرفته بود و این ویژگی به آن‌ها امکان می داد از دم خود به عنوان یک سکان برای تغییر جهت استفاده کنند ( به همین دلیل این گروه از دایناسورها به سخت دنبان مشهور است) سخت دنبان به سه خانواده اصلی مگالوساروید ، کارنوسور و سیلوسور تقسیم می شوند پرندگان تنها بازماندگان سخت دنبان هستند که از گروه سیلوسور پدید آمدند.